# 村瀬ひとみ
村瀬 ひとみ（むらせ ひとみ、1975年2月8日 -）は、フリーアナウンサー。元KRY山口放送アナウンサー。
詳細は基礎情報参照。KRYでは『熱血テレビ』のキャスターなどを務めていたが、結婚を機に2005年9月退社、帰京した。その後ボイスワークスに所属し、東京でフリーアナウンサーとして活動を再開。ただし2015年8月現在、ボイスワークスのサイトからはプロフィールが削除されている。

## KRYでの担当番組
- 熱血テレビ（テレビ）
- 県民アワー（テレビ）
- KRYわくわくワイド“ひるらじ”（ラジオ）
- さたてん（ラジオ）